# Egray
Der Egray ist ein Fluss in Frankreich, der im Département Deux-Sèvres in der Region Nouvelle-Aquitaine verläuft. Er entspringt beim Weiler La Tardivière im Gemeindegebiet von Verruyes, entwässert generell in südwestlicher Richtung und mündet nach rund 24 Kilometern beim Weiler Les Habites im Gemeindegebiet von Saint-Maxire als rechter Nebenfluss in einen Seitenarm der Sèvre Niortaise. Im Oberlauf folgt die Bahnlinie von Thouars über Parthenay nach Niort dem Talverlauf des Egray.

## Orte am Fluss
- La Tardivière Gemeinde Verruyes
- Champdeniers
- Sainte-Ouenne
- Les Habites, Gemeinde Saint-Maxire